# Buey de Kobe

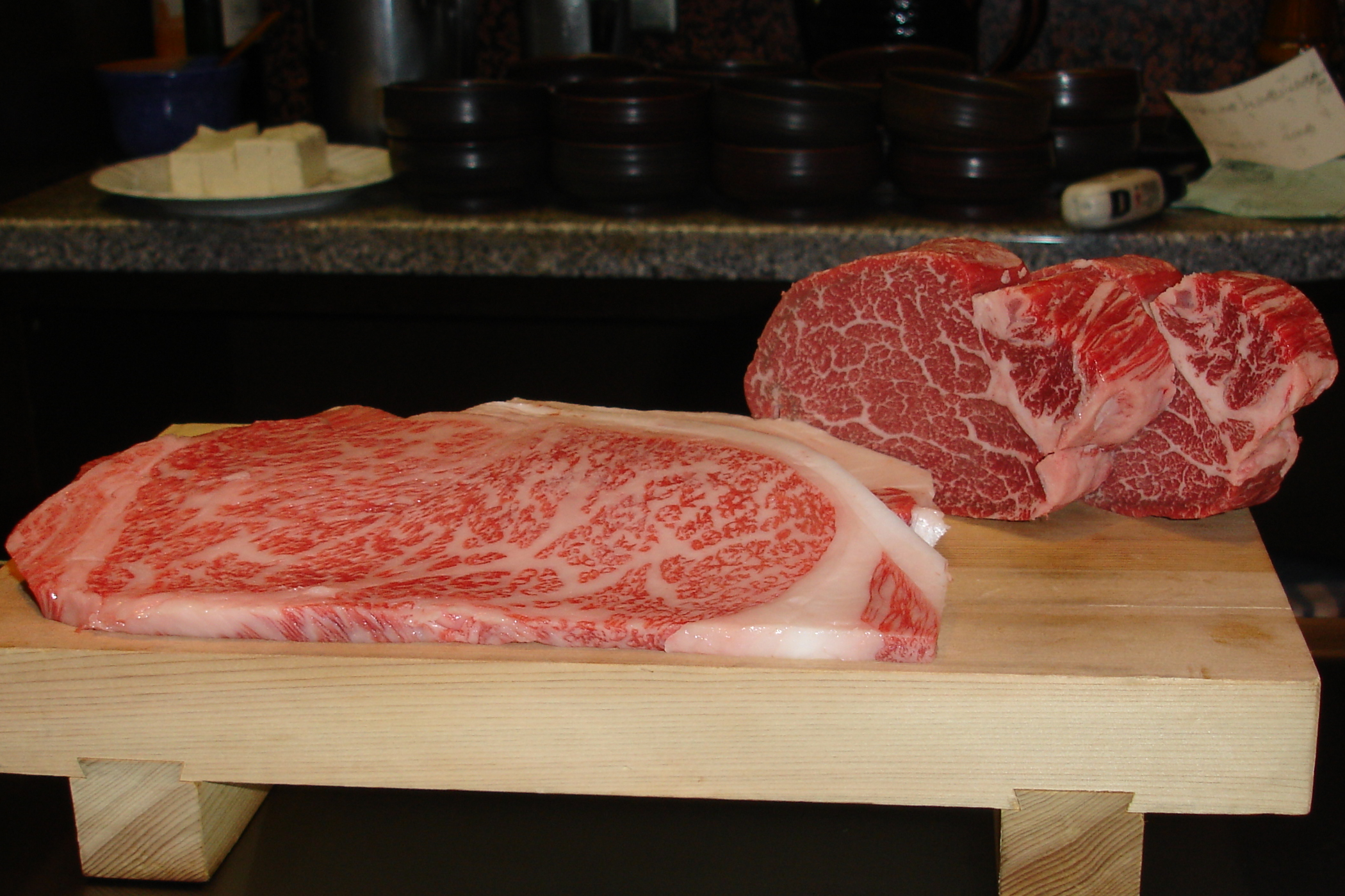
Cortes de buey de Kobe.

Se llama buey de Kōbe (神戸ビーフ Kōbe Bīfu?) o ternera de Kōbe a ciertos cortes de carne de ternera de ejemplares de la raza negra Tajima-ushi de vacuno Wagyū, criados de acuerdo a una estricta tradición en la prefectura de Hyōgo (Japón). Esta carne suele considerarse una delicia, siendo famosa por su sabor, ternura y textura marmórea. El buey de Kōbe puede prepararse como filetes, sukiyaki, shabu shabu, sashimi, teppanyaki y más.
El buey de Kōbe también se llama Kōbe-niku (神戸肉,?  literalmente ‘carne de Kōbe’), Kōbe-gyū (神戸牛,?  literalmente ‘ganado de Kōbe’) y Kōbe-ushi (神戸牛,?  literalmente ‘ganado de Kōbe’) en japonés.

## Historia
El vacuno Wagyū que produce esta muy apreciada carne, fue introducido a Japón en el siglo II como animal de carga usado en el cultivo de arroz. A medida que el consumo de ternera se hizo más prominente en la sociedad, los granjeros empezaron a contratar obreros para masajear los lomos de los animales para mejorar la calidad de la carne. La topografía montañosa de las islas japonesas proporciona pequeñas regiones de cría aisladas, resultando en vacadas que desarrollaron y mantuvieron cualidades en su carne que difieren significativamente de otras razas de vacuno. El aislamiento de vacadas y las peculiares técnicas de alimentación que resultaron de la limitada disponibilidad de tierras han llevado a rasgos distintivos que hacen a la carne superior en el marmoleo y en el contenido de grasas insaturadas frente a saturadas.
La carne de Kobe es una denominación de origen.

## Buey de Kōbe original
El buey de Kōbe es una marca registrada en Japón por la Conferencia para la Promoción de la Distribución del Buey de Kōbe. Debe cumplir las siguientes condiciones:
- Vacuno de Tajima nacido en la prefectura de Hyōgo;
- Crianza en granja en la prefectura de Hyōgo;
- Buey (toro castrado), para purificarlo;
- Procesado en mataderos de Kōbe, Nishinomiya, Sanda, Kakogawa o Himeji en la prefectura de Hyōgo;
- Cantidad de marmoleo (BMS)[4] de nivel 6 o superior;
- Puntuación de Calidad de Carne[4] de 4 o 5;
- Peso bruto de carne de un animal no superior a 470 kg.

De acuerdo con la creencia popular, los animales son alimentados con una cerveza diaria y forraje de cereales, masajeados con sake diariamente y cepillados, aunque esta creencia no es cierta. La Conferencia de Promoción de la Distribución del Buey de Kobe planea publicar un folleto en idiomas extranjeros con detalles sobre el buey de Kobe debido a ambigüedades sobre lo que realmente se considera como tal, y al hecho de que muchos turistas que visitan Japón solicitan información sobre el producto.

## Buey «estilo Kobe»
El masivo incremento de popularidad del buey de Kōbe en países extranjeros ha llevado a la creación del buey «estilo Kobe», procedente de raza Wagyū cruzada con Angus criado localmente, para satisfacer la demanda. Granjas en Estados Unidos y Reino Unido han intentado replicar las tradiciones de Kobe, alimentando a sus vacadas Wagyū con cerveza y dándoles masajes diarios con sake templado. Los productores de carne estadounidenses afirman que cualquier diferencia entre el buey «estilo Kobe» y el auténtico es cosmética. Las vacas se alimentan con hierba y grano locales, que son diferentes de los japoneses, más caros. Los cortes de buey «estilo Kobe» estadounidense tienden a tener una carne más oscura y un sabor más fuerte.